# Šnuderl
Šnuderl je priimek več znanih Slovencev:
- Boris Šnuderl (1926—2020), pravnik, gospodarstvenik, politik in diplomat
- Boris Tomaž Šnuderl, finačnik
- Borut Šnuderl (1939?—2021), gospodarstvenik, generalni direktor LEKa, prvi predsednik Društva za marketing Slovenije
- Josip Šnuderl - Straški (1860—?), pripovednik - samouk
- Katja Šnuderl (*1974), kemičarka (UM)
- Makso Šnuderl (1895—1979), pravnik, književnik, politik, univ. profesor, akademik
- Savo Šnuderl - Bonči (? - 1945), študent arhitekture, padel? v partizanih